# Auning Idrætsforening
Auning IF er en dansk fodboldklub hjemmehørende i Auning i Jylland.